# Léopold Stapleaux
Pour les articles homonymes, voir Stapleaux.
Léopold Stapleaux, né à Bruxelles le 16 octobre 1831 et mort à Paris 9e le 29 novembre 1891, est un romancier populaire et auteur dramatique belge d'expression française.

## Biographie
Léopold-Goswin Stapleaux, né à Bruxelles le 16 octobre 1831 et mort à Paris 9e le 29 novembre 1891, est le descendant d'une famille de libraires et d'imprimeurs hollandais et belges. Ayant très tôt perdu sa mère, il est élevé par son aïeule maternelle. Son oncle est Michel Stapleaux, artiste peintre et son cousin Gustave Sabatier, membre de la Chambre des représentants. 
Sitôt ses études terminées, il se lança dans la carrière théâtrale, tout en s'occupant de l'imprimerie de son père et en dirigeant une feuille de mode intitulée La Sylphide dans laquelle il publia son premier feuilleton. 
Lorsque son père vendit son établissement, il alla s'installer à Paris. Paul d'Ivoi le fit entrer au Messager de Paris, où il tint une chronique sous le nom de Louis Lambert. Il collabora également à d'autres journaux et fut pendant dix ans le critique dramatique de L'Écho du commerce. Une seule de ses pièces, La Comète à Bruxelles, eut quelque succès, mais ses nombreux feuilletons firent de lui un auteur populaire. 
Il produisit en l'espace de trente ans quelque 70 romans, dont une trentaine environ fut publiée en volume. Comme la plupart des feuilletonistes de son époque, il écrivait sans aucun soin. Certains de ses lecteurs s'amusaient à relever ses lapsus, tels que « il portait un veston et un gilet à carreaux avec un pantalon de même couleur » ou encore « il avait soixante-dix ans et paraissait le double de son âge ».
« Comme romancier, écrit Albert Cim, Léopold Stapleaux équivalait, selon l'expression de Scholl, à un « marchand de marrons ». C'était, selon lui encore, le plus pitoyable romancier de notre époque, et, s'il était venu s'établir homme de lettres à Paris, c'est qu'à Bruxelles on ne l'eût pas toléré. Ce qui n'empêchait pas Stapleaux d'avoir de l'esprit d'observation, une imagination subtile et féconde, et d'être un très jovial causeur. C'était aussi une jolie fourchette et un amateur de bons crus. 
Il mourut en novembre 1891, et, conformément à ses dernières volontés, fut incinéré au Père-Lachaise, bien que son bourreau et ami Aurélien Scholl eût maintes fois essayé de le dissuader de cette crémation : « Ne fais donc pas cela ! On dira partout que c'est ta dernière cuite ! » »

## Principales publications
Romans
- La Chasse aux blancs (1861)
- Cent francs du dompteur (1863)
- Fabio (1864)
- Les Drames du grand monde. Le Château de la rage. Le Roman d'un fils (1864)
- Sanchez le meurtrier (1869)
- La Diva Tirelire. Une Panthère blonde. La Stratégie du général (1875)
- Les Mouches du coche (1875)
- Chaîne de fer (1875)
- Un scandale parisien (1877)
- Madame Atar-Gull (1878)
- Les Compagnons du glaive : Histoire d'une nuit. Le Dernier Amour. Les Cocottes du grand monde. Le Pendu de la Forêt Noire Texte en ligne Les Viveuses de Paris. L'Affaire du château de Clamelle (6 volumes, 1879-1882)
- Les Belles Millionnaires (1880) Texte en ligne
- Boulevardiers et belles petites (1881)
- La Langue de madame Z*** (1883)
- Les Amoureux de Lazarine (1885)
- La Reine de la gomme (1885)
- Les Diablesses de Paris (1886)
- Histoire d'hier. Le Capitaine rouge. Une victime du krach (1886)
- Le Coucou. L'Heure du crime. Une erreur judiciaire (1886) Texte en ligne
- Scandales mondains : L'Honneur perdu. Texte en ligne Où mène l'amour. Texte en ligne Maîtresse et mère. La Séduction de Savine (1888)
- Pour avoir une femme (1888)
- Les Vicieuses (1889) Texte en ligne
- L'Ivresse de Jean Renaud (1890)
- Le Demi-Grand Monde (1891) Texte en ligne
- L'Amant d'une heure (1891) Texte en ligne

Théâtre
- Le Château de Roquemure, drame, Théâtre de Verviers, 1850
- Ni l'un ni l'autre, pochade en un acte, Bruxelles, Théâtre du Vaudeville, 19 avril 1850
- L'Alliance, comédie vaudeville en deux actes, d'après une nouvelle de Jules Sandeau, Bruxelles, Théâtre de l'Opéra-Comique, 27 avril 1851
- Le Sorcier de Liège, ou l'Âme de la terre, féerie en cinq actes, avec Marc Leprévost, Bruxelles, Théâtre du Vaudeville, 31 mars 1854
- La Comète à Bruxelles, revue féerie en sept tableaux dont un prologue et un entr'acte, avec Marc Le Prevost, 1854
- Le Piège au mari, comédie-vaudeville en 1 acte, Paris, Théâtre du Palais-Royal, 8 décembre 1861
- Les Loups et les agneaux, comédie en 5 actes, avec Henri Crisafulli, Paris, Théâtre du Vaudeville, 28 avril 1868
- Paris ventre à terre, comédie-fantaisie en 3 actes, avec Théodore Barrière, Paris, Théâtre du Palais-Royal, 18 septembre 1868
- Mademoiselle de Cerdec, comédie en 1 acte, Bruxelles, Galeries royales Saint-Hubert, 4 octobre 1872
- La Famille Renaud, comédie en quatre actes, Bruxelles, Théâtre royal du Parc, 1872
- L'Article 324, drame en cinq actes, Bruxelles, Galeries royales Saint-Hubert, 1872
- La Nuit du mardi gras, drame en cinq actes, Bruxelles, Théâtre royal du Parc, 1872
- Le Roman d'un père, pièce en 3 actes, Paris, Théâtre de Cluny, 10 septembre 1873
- L'Idole, drame en 4 actes, avec Henri Crisafulli, Paris, Théâtre des Arts, 27 octobre 1874
- Ouye, ouye, ouye !, revue en trois actes et huit tableaux, avec Charles-M. Flor O'Squarr, Bruxelles, Galeries royales Saint-Hubert, 1872
- Le Coucou, drame en 5 actes et 7 tableaux, Bruxelles, Théâtre Molière, 27 octobre 1888, Paris, Théâtre Beaumarchais, 23 novembre 1889

Varia
- Bon voyage, Monsieur Hugo (1871)
- Les Courtisanes du Second Empire (1871)
- Mémoires secrets du Second Empire (1871)
- Histoire contemporaine. Le Ménage impérial. Lui et Elle en apparence et en réalité. Leur vie publique et leur vie privée (1871)
- L'Armée et Napoléon III. Protestation des officiers français contre la restauration bonapartiste (1871)

## Sources biographiques
- Pierre Larousse, Grand Dictionnaire universel du XIXe siècle, vol. XIV, 1875, p. 1060.